# Microrregión del Alto Paraguai
La microrregión del Alto Paraguay es una de las microrregiones del estado brasilero de Mato Grosso perteneciente a la mesorregión Centro-sur Mato-Grossense. Su población fue estimada en 2006 por el IBGE en 26.084 habitantes y está dividida en cinco municipios. Posee un área total de 6.930,294 km².

## Municipios
- Alto Paraguai
- Arenápolis
- Nortelândia
- Nueva Marilândia
- Santo Afonso

- Datos: Q2533497